# Samenloop (strafrecht)
Zowel in het Nederlandse als in het Belgische strafrecht wordt onderscheid gemaakt tussen eendaadse samenloop en meerdaadse samenloop.

## Eendaadse samenloop

### Nederland
De strafrechtelijke eendaadse samenloop doet zich voor, als onder de gegeven omstandigheden overtreding van de ene bepaling noodzakelijkerwijs ook overtreding van een andere bepaling impliceert –het klassieke voorbeeld van Modderman is een verkrachting in het openbaar, die bijna per definitie ook openbare schennis van de eerbaarheid
impliceert–,
dan wel indien beide bepalingen dezelfde strekking hebben omdat zij dezelfde belangen beschermen.
In wezen is dan sprake van slechts één delict, waarop min of meer toevallig twee voorschriften van toepassing zijn.
Ingevolge artikel 55 Sr wordt dan slechts één bepaling toegepast.
Artikel 56 Sr geeft een paar specifieke voorbeelden. Bijvoorbeeld valsmunterij (208 Sr) en het voorhanden hebben van de daarvoor benodigde spullen (214 Sr).
Een bijzonder geval is de "samenloop" van gekwalificeerde delicten, bijvoorbeeld: moord (met voorbedachten rade), doodslag (opzettelijk), dood door schuld.
Vaak wordt het gekwalificeerde delict zwaarder gestraft, soms juist niet. Bijvoorbeeld diefstal (310 Sr) en daarnaast stroperij (314 Sr) als geprivilegieerd delict.

### België
Artikel 65 van het strafwetboek bepaalt twee gevallen:
1. wanneer eenzelfde feit verschillende misdrijven oplevert (bijvoorbeeld: één schot doodt twee mensen)
2. wanneer verschillende feiten de opeenvolgende en voortgezette uitvoering zijn van eenzelfde misdadig opzet

Aangezien deze samenloop eenheid van feit impliceert, wordt er slechts één straf (de zwaarste) opgelegd.

## Meerdaadse samenloop

### Nederland
De strafrechtelijke meerdaadse samenloop doet zich voor, indien een fysieke handeling kan worden uiteengelegd in verschillende gedragingen, die ook afzonderlijk hadden kunnen worden gepleegd en die verschillende belangen schenden.
Een voorbeeld is het geval dat bij controle van een bedrijf een machine wordt aangetroffen, die zowel onveilig is voor werknemers (overtreding van de arbeidsomstandighedenwetgeving) als geluidhinder veroorzaakt voor omwonenden (overtreding van de milieuwetgeving).
Artikel 57 Sr bepaalt voor deze gevallen dat de op de verschillende gedragingen gestelde sancties bij elkaar kunnen worden opgeteld, maar - voor zover het gevangenisstraf of hechtenis betreft - dat in totaal geen hogere straf wordt opgelegd dan een derde boven het zwaarste maximum. De regering wil dit wijzigen in de helft boven het zwaarste maximum.
Door de ruime delictsomschrijvingen in de Opiumwet ontstaat gemakkelijk eendaadse samenloop.

### België
Er bestaat meerdaadse samenloop wanneer een persoon zich door opeenvolgende gedragingen schuldig heeft gemaakt aan twee of meer misdrijven, zonder dat hij reeds veroordeeld was wegens een van die feiten op het moment dat hij het andere pleegde. 
 Er moet dus duidelijk het onderscheid gemaakt worden met recidive.

## Voorbeelden

### Eendaadse samenloop
- Het indienen van een lasterlijke klacht (268 Sr) en laster (262 Sr)
- Vervoeren en aanwezig hebben van heroïne (Opiumwet)

### Meerdaadse samenloop
- Het verkopen van drugs in ruil voor gestolen goederen (overtreding van de Opiumwet en heling).